# Бернардо Мартінес
Бернардо Мартінес (ісп. Bernardo Martínez; нар. 21 серпня 1972) — колишній мексиканський тенісист.
Найвищу одиночну позицію світового рейтингу — 943 місце досяг 31 серпня 1992, парну — 128 місце — 4 травня 1998 року.

## Титули на челленджерах

### Парний розряд: (2)
| Ранг | Дата          | Турнір              | Покриття | Партнер      | Суперники                       | Рахунок  |
| ---- | ------------- | ------------------- | -------- | ------------ | ------------------------------- | -------- |
| 1.   | липень 1997   | Кіто, Еквадор       | Ґрунт    | Марко Осоріо | Рамон Дельгадо Мартін Гарсія    | 6–4, 6–4 |
| 2.   | вересень 1997 | Сан-Паулу, Бразилія | Ґрунт    | Нелсон Аертс | Марсіу Карлссон Франсіску Коста | 6–0, 6–0 |